# 裁判所速記官
裁判所速記官（さいばんしょそっきかん）は、法廷で速記事務を行う裁判所職員。

## 職務
主要な職務は、争点が重要・複雑で証言を逐語的に記録する必要のある刑事、民事事件の法廷に立会い、被告人質問や証人尋問などの発言内容や身振りなどを記録する法廷速記者の役を務めることである。
速記録の作成は、法廷では速記用の専用タイプライターを用いて速記符号による記録を取り、法廷終了後にこれを反訳して行う。

## 採用
裁判所速記官を志す者は、17歳から20歳を対象とする裁判所速記官研修生採用試験に合格して裁判所事務官に採用され、裁判所書記官研修所で2年間の研修を受けて裁判所速記官補に任命後，各裁判所での実務経験と試験により裁判所速記官に昇任した。
しかし，裁判所速記官研修生は人材確保の困難さや裁判量の増加などの問題を理由として、新規の採用が停止された。

## 歴史
裁判所速記官の設置は、戦後「公判期日の間隔が長い原因は専門の速記官がいないことによる」というGHQによる勧告が発端である。それまでは専用の速記官は存在しなかった。
1951年に裁判所速記官（1期生）の養成開始。1期生はわずか10名だった。
1957年、裁判所法改正。第60条の3（裁判所速記官）と、第60条の4（裁判所速記官補）が追加され、裁判所速記官制度が正式に始まった。
しかし、発足当初は2300人を予定していた採用人数も、1964年以降は935名から増員することがないまま、最高裁判所は1993年に速記官制度の見直しを始める。
そして4年後の1997年2月、速記用の特殊なタイプライターの安定供給が難しいこと、人材確保が困難であること、職業病の問題（肩や腕などを痛める）、録音反訳（テープ起こし）で充分対応できる、などを理由に翌年度をもって速記官の新規採用・養成は停止され、2004年の裁判所法改正で速記官補の設置を規定していた同法第60条の3が削除された。
採用停止後、退職による自然減に加え、現職速記官も書記官等への転官が進められたため、2006年までに定員は300人程度まで減少した。
新規養成停止決定後も弁護士が裁判所速記官の養成再開を求める声明を発表したり、国会の法務委員会で直接最高裁に問い質す議員らがいるが、最高裁の見解は停止が決定した時から一貫して変わっていない。